# حديقة جبال غوادالوبي الوطنية
حديقة جبال غوادالوبي الوطنية (بالإنجليزية: Guadalupe Mountains National Park) هي حديقة وطنية أمريكية تقع في جبال غوادالوبي، شرق إل باسو، تكساس. تشمل سلسلة الجبال قمة غوادالوبي، أعلى نقطة في تكساس على ارتفاع 8,751 قدمًا (2667 مترًا)، وقمة ال-كابتيان التي استخدمت لتحديد الطريق الذي تم اتباعه لاحقًا في بناء مسار بترفيلد أوفرلاند ميل. كما تقع أنقاض لمحطة عربات الأحصنة بالقرب من مخيم «بين سبرينغس». تحتوي الحديقة أيضا على متحف صغير للتاريخ المحلي يقع بطريق سميث سبرينغ. تغطي الحديقة 86,367 فدانًا (134.9 ميل²؛ 349.5 كم²)، في نفس سلسلة الجبال تقع حديقة كهوف كارلسباد الوطنية، على بعد 25 ميلاً (40 كم) إلى الشمال في نيو مكسيكو. يمر مسار قمة غوادالوبي عبر غابات الصنوبر وغابات دوغلاس حيث تنتشر بمسافة أكثر من 3,000 قدم (910 م) إلى قمة غوادالوبي، مع إطلالات على قمة ال-كابتيان وصحراء تشيهواهوان.
يؤدي مسار ماكيتريك كانيون داخل الحديقة إلى مقصورة حجرية تم بناؤها في أوائل الثلاثينيات من القرن الماضي كمنزل لقضاء العطلات لوالاس برات وهو عالم الجيولوجيا ساهم في بناء الحديقة. يمكن الوصول إلى المنتزه عند خط ولاية تكساس ونيو مكسيكو، عبر كارلسباد أو نيو مكسكو أو ديل سيتي.

## أنظر أيضا
- حديقة هوت سبرينغس الوطنية
- حديقة دراي تورتوغاس الوطنية
- حديقة الجزيرة الملكية الوطنية
- حديقة ومحمية جريت ساند ديونز الوطنية
- حديقة فوياجرز الوطنية